# Otohime Iwa
Otohime Iwa är en kulle i Antarktis. Den ligger i Östantarktis. Norge gör anspråk på området. Toppen på Otohime Iwa är 137 meter över havet.
Terrängen runt Otohime Iwa är kuperad. Havet är nära Otohime Iwa åt nordväst. Trakten är obefolkad. Det finns inga samhällen i närheten. 